# Río Choluteca
El rio Choluteca nace el departamento de Francisco Morazán en la montaña de hierbabuena pasando por la capital de Honduras. Tegucigalpa, luego por el barrio abajo acompañandose de varios afluentes recorriendo pueblos como cantarranas, villa De Francisco, moroceli y siguiendo su trayectoria hacia Choluteca donde es navegable y su desembocaduras es en el departamento de Choluteca de donde sale su nombre. Su recorrido cruza por el municipio del Distrito Central dividiendo así a las ciudades gemelas de Comayagüela y Tegucigalpa que en conjunto conforman la capital del país.

## Historia

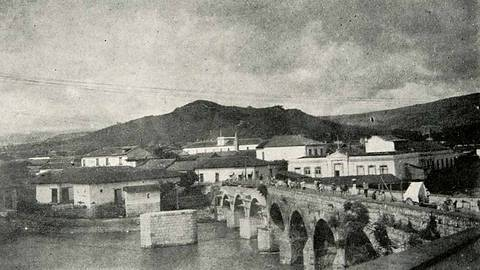
Imagen de 1910 de un puente por el río Choluteca en Tegucigalpa.

### Desastre del huracán Mitch de 1998
La inundación de este río fue una de las principales causas de destrucción durante el huracán Mitch, en 1998. Afectó barrios enteros en Tegucigalpa y finalmente aumentó a seis veces su tamaño normal en Choluteca. Allí destruyó barrios y parte del centro comercial. Más abajo también devastó la pequeña Morolica, destruyéndola, requiriendo que la ciudad fuera reconstruida tres millas río arriba. El huracán también desvió el río, que ya no fluía por debajo del Puente de Choluteca.

## Hidrografía
El Choluteca cubre una cuenca de 7570 km² y posee una longitud de 210 kilómetros. Su nacimiento tiene lugar en la reserva biológica de Yerbabuena, en el municipio de Lepaterique, en el departamento de Francisco Morazán. Sigue su recorrido al centro-este del departamento y luego de dirigirse al sureste hasta cruzar por el municipio del Distrito Central. En dicho municipio, el río Choluteca se atribuye con otros dos ríos que lo conforman, el río Guacerique y el río Chiquito o Chimbo pertenecientes a esta localidad.